# Kölnischer Kunstverein

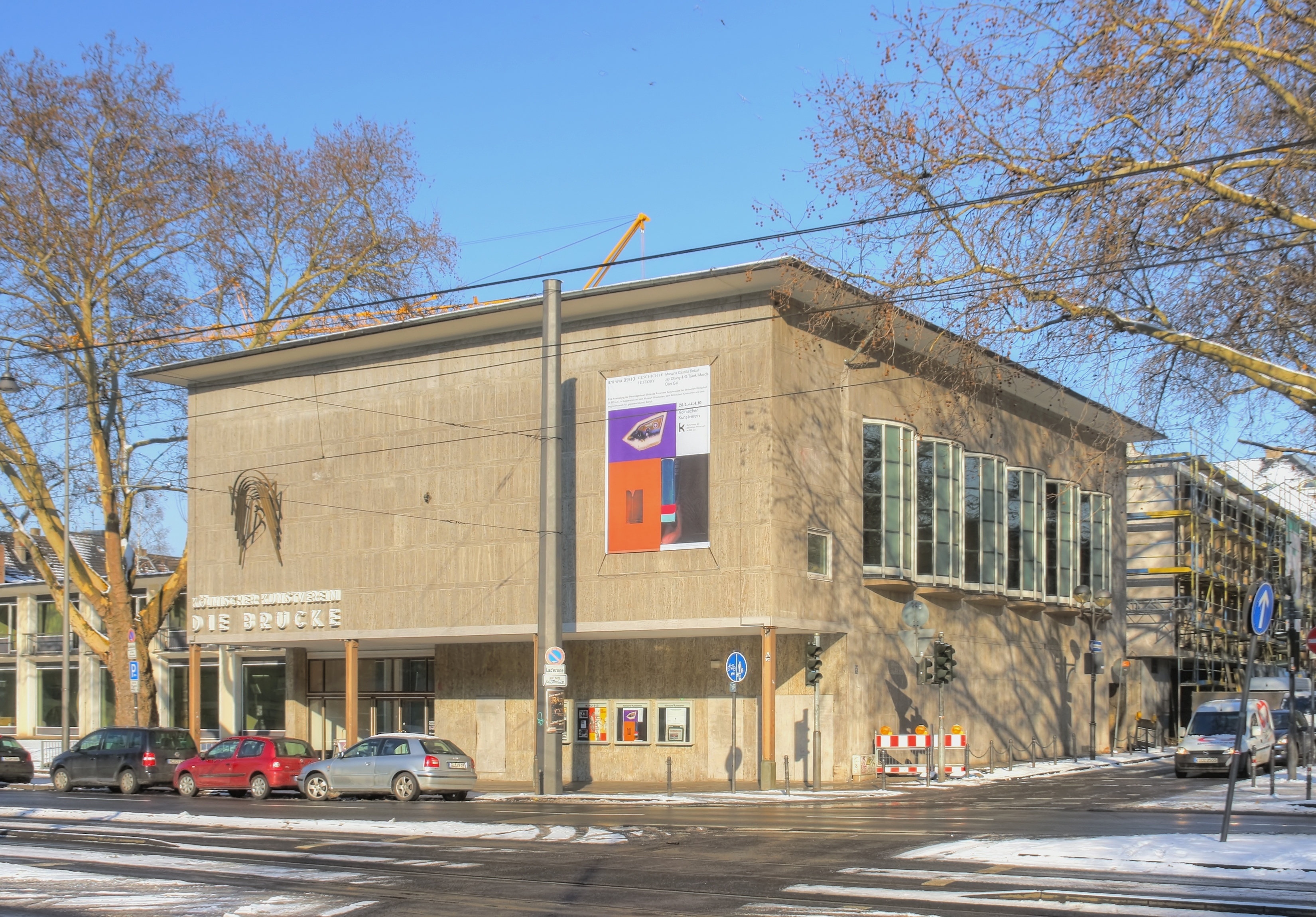
Kölnischer Kunstverein : Die Brücke.

Le Kölnischer Kunstverein est un musée d'art situé à Cologne, dans le Land de Rhénanie du Nord-Westphalie, en Allemagne. Le musée porte le nom de la société d'art historique du même nom.

## Histoire
La Kölnischer Kunstverein est une association artistique fondée à Cologne en 1839.
Au XXe siècle, le Kölnischer Kunstverein a organisé des expositions d'œuvres de Hans Arp en 1919, de Paul Klee en 1932 et de plusieurs artistes de Fluxus dans les années 1970.
Le bâtiment qui abritait la Kölnischer Kunstverein et ses expositions a été démoli en 2002. Le Kölnischer Kunstverein fait désormais référence à ce bâtiment et à l'histoire de la société.

## Direction
- 1890-1913 : Carl Aldenhoven et Alfred Hagelstange
- 1913-1914 : Paul Cassirer (directeur artistique)
- 1913-1932 : Walter Klug (directeur général)
- 1932-1944 : Hans Carl Scheibler (directeur)
- 1944-1972 : Toni Feldenkirchen et Josef Haubrich (directeurs)
- 1973-1989 : Wulf Herzogenrath (directeur)
- 1990-1994 : Marianne Stockebrand (directrice)
- 1994-2001 : Udo Kittelmann (directeur)
- 2002-2006 : Kathrin Rhomberg (directrice)
- 2007-2011 : Kathrin Jentjens et Anja Nathan-Dorn (directeurs)
- 2012-juin 2013 : Søren Grammel (directeur)
- 2013-juin 2018 : Moritz Wesseler[3] (directeur)
- à partir du 1er juillet 2018 Nikola Dietrich[4].

## Prix et promotions
En 2005, le Kunstverein a été distingué comme "catalyseur de l'art contemporain" par le prix Art Frankfurt, qui récompense des associations d'art particulièrement engagées et innovantes. La Fondation Art et Culture de Sparda Bank West a sponsorisé le Kölnischer Kunstverein 2009 avec 50 000 euros comme récompense pour le programme diversifié. En outre, le Kölnischer Kunstverein 2010 a reçu le prix Jump décerné par la Kunststiftung NRW, qui récompense les programmes annuels exceptionnels des associations d'art de Rhénanie du Nord-Westphalie.
De 1997 à 2008, l'association a décerné le Central Kunstpreis en coopération avec la Central Krankenversicherung de Cologne. Le prix a permis au lauréat de séjourner à Cologne pendant un semestre et de réaliser un nouveau projet artistique avec une exposition personnelle. Le prix était doté de 75 000 euros.
Les lauréats sont : 
- 1997 : Rirkrit Tiravanija
- 1998 : Douglas Gordon
- 2000 : Ernesto Neto
- 2003 : Florian Pumhösl (en)
- 2004 : Trisha Donnelly
- 2008 : Mark Leckey

En 2010, le Kunstverein a reçu le prix de 8 000 euros de la Communauté des Associations d'art allemandes (Arbeitsgemeinschaft Deutscher Kunstvereine) "pour ses remarquables activités d'exposition et de placement". Depuis 2011, la RheinEnergieStiftung Kultur soutient le projet d'éducation artistique Gleis 9 3/4, qui offre aux écoliers des écoles élémentaires, primaires et secondaires de Cologne l'opportunité de découvrir l'art en tant que possibilité de s'exprimer dans le cadre du programme d'après-midi des écoles à horaire à mi-temps.